# Неклань-Великий
Неклань-Великий (пол. Niekłań Wielki) — село в Польщі, у гміні Стомпоркув Конецького повіту Свентокшиського воєводства.
Населення — 892 особи (2011).
У 1975-1998 роках село належало до Келецького воєводства.

## Демографія
Демографічна структура на день 31 березня 2011 року:
|          | Загалом | Допрацездатний вік | Працездатний вік | Постпрацездатний вік |
| -------- | ------- | ------------------ | ---------------- | -------------------- |
| Чоловіки | 445     | 83                 | 304              | 58                   |
| Жінки    | 447     | 65                 | 247              | 135                  |
| Разом    | 892     | 148                | 551              | 193                  |